# CGCG 254-021
CGCG 254-021 è una galassia ellittica situata nella costellazione di Ercole alla distanza di circa 658 milioni di anni luce dalla Terra. Fa parte dell'ammasso di galassie Zwicky 8338.
Nelle immagini fornite dal telescopio orbitante Chandra nello spettro dei raggi X, si intravede alle spalle della galassia una gigantesca coda di colore blu costituita da gas caldo la cui temperatura è stimata essere di dieci milioni di Kelvin. Questo gas è stato strappato via da CGCG 254-021 durante l'attraversamento dello spazio intergalattico dell'ammasso scontrandosi con il gas contenutovi che è ancora più caldo tanto da raggiungere temperature di trenta milioni di K. In tal modo si crede che CGCG 254-021 stia andando incontro allo smembramento e alla fine rimarrà, o forse lo è già, completamente privata dei suoi gas.